# 萨尔茨堡莫扎特音乐大学

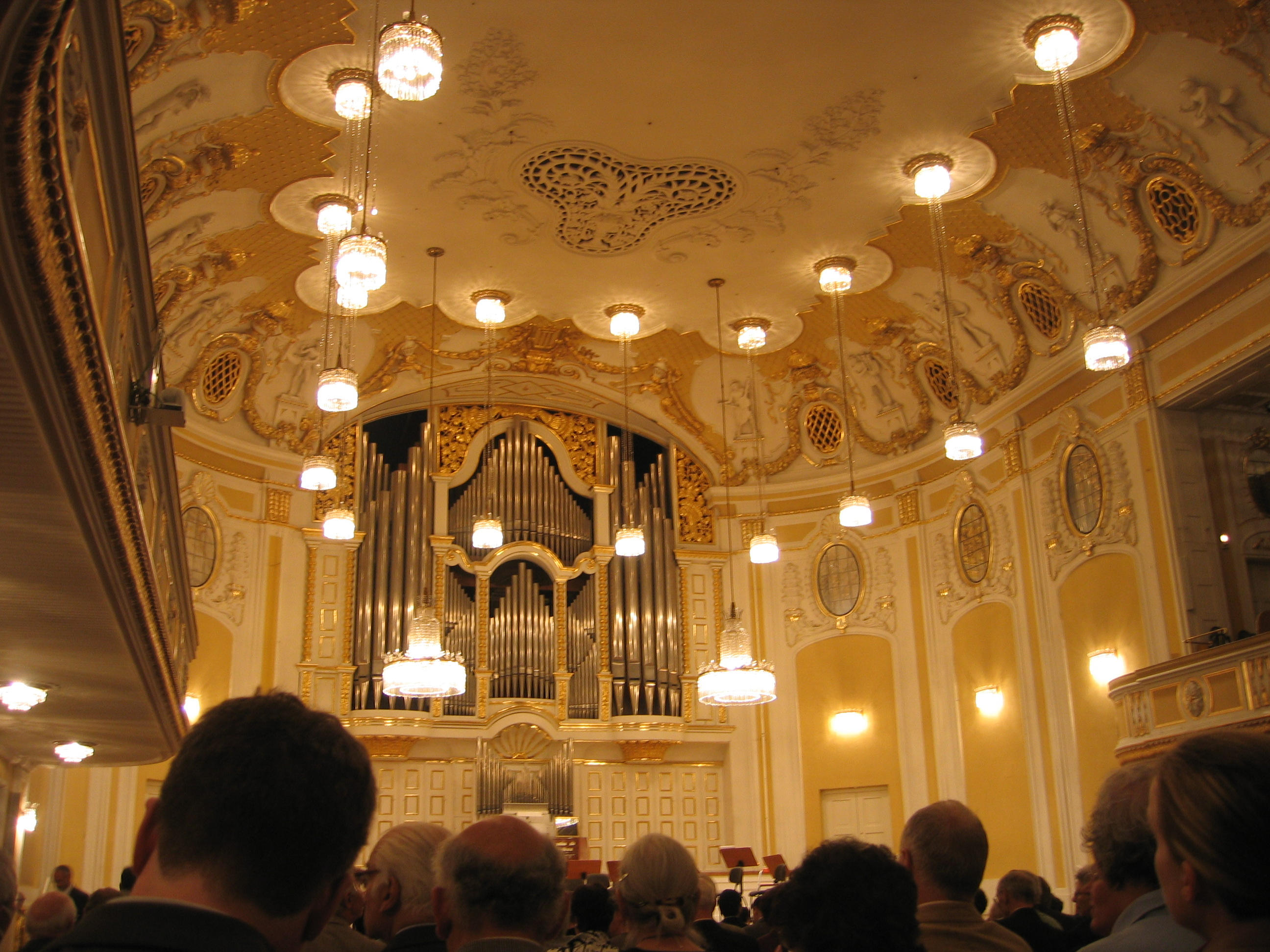
内部

萨尔茨堡莫扎特音乐大学（Universität Mozarteum Salzburg）是奥地利萨尔茨堡的一所大学，专门学习音乐和戏剧艺术。这是欧洲最受尊敬的学习音乐专业的大学，以萨尔茨堡名人莫扎特命名。

## 历史
萨尔斯堡莫扎特管弦乐团的前身是“主教座堂音乐协会和Mozarteum”，由莫扎特的遗孀康斯坦斯·莫扎特建立于1841年。1908年，乐团正式命名为“莫扎特管弦乐团”，成为萨尔茨堡音乐生活的中心。
1910-1914年，该基金会在萨尔茨堡兴建了一座建筑，包括两个音乐厅，称为Mozarteum。设计者是慕尼黑建筑师Richard Berndl。“莫扎特大学”隶属于国际莫扎特基金会。大学主楼位于米拉贝尔广场1号。